# کاترین کارتلیج
کاترین کارتلیج (انگلیسی: Katrin Juliet Cartlidge; زاده ۱۵ مهٔ ۱۹۶۱ – درگذشته ۷ سپتامبر ۲۰۰۲) هنرپیشه اهل انگلستان بود. وی بین سال‌های ۱۹۸۲ تا ۲۰۰۲ میلادی فعالیت می‌کرد.

## درگذشت
وی در سن ۴۱ سالگی به واسطه عوارض ناشی از ذات الریه و سپتی سمی، از فئوکروموسیتوما درگذشت.

## فیلمشناسی
- برهنه (۱۹۹۳) - مایک لی
- پیش از باران (۱۹۹۴) - میلچو مانچفسکی
- شکستن امواج (۱۹۹۶) - لارس فون تریه
- دختران کار (۱۹۹۷) - مایک لی
- کلر دولان (۱۹۹۸) - کلر دولان
- باغ آلبالو (۱۹۹۹) - مایکل کاکویانیس
- وارونه (۱۹۹۹) - مایک لی
- از جهنم (۲۰۰۱) - برادران هیوز
- سرزمین هیچ‌کس (۲۰۰۱) - دانیس تانویچ
- سیندرلا (۲۰۰۰)
- وزن آب (۲۰۰۰) - کاترین بیگلو